# 게이트웨이 (기업)
게이트웨이(Gateway, Inc., 구 사명: Gateway 2000, Inc.)는 원래 아이오와와 사우스다코타에 본사를 둔 미국 컴퓨터 회사였다. 1985년 테드 웨이트(Ted Waitt)와 마이크 해먼드(Mike Hammond)가 설립한 이 회사는 광범위한 개인용 컴퓨터, 컴퓨터 모니터, 서버 및 컴퓨터 액세서리를 개발, 제조, 지원 및 판매했다. 2000년 정점에 이르렀을 때 회사는 전 세계적으로 거의 25,000명의 직원을 고용했다. 2004년 경쟁 컴퓨터 제조업체인 eMachines를 인수하고 손실을 억제하고 시장 점유율을 되찾기 위해 회사의 다양한 부서를 대규모로 통합한 뒤 7년 간의 부진을 겪은 후 게이트웨이는 대만 하드웨어 및 전자 기업 에이서에 인수되었다. 2007년 10월에는 7억 1천만 달러에 거래되었다.